# Eadmuna esperans
Eadmuna esperans – gatunek motyli z podrzędu Glossata i rodziny Mimallonidae.
Gatunek ten opisany został w 1905 roku przez Williama Schausa, jako Cicinnus esperans. Do rodzaju Eadmuna został przeniesiony w 1928 roku przez tego samego autora.
Motyl o skrzydłach przednich długości 17–20 mm, których krawędzie są zaokrąglone i wypukłe, z wyjątkiem wcięcia u lekko pocieniowanych wierzchołków. Ich wierzch srebrzystobrązowy, przyciemniony za środkiem, spód zaś jaśniejszy. Okienko komórki dyskalnej żółtawe. Skrzydła tylne podobnie ubarwione, zaokrąglone i o nieco sierpowatych kątach analnych. Narządy rozrodcze samca wyróżniają się prostym, szerokim fallusem z workowatą wezyką, wyposażoną w granulowaną łatkę.
Gatunek neotropikalny, znany z brazylijskich stanów Espírito Santo, Rio de Janeiro, São Paulo, Santa Catarina i Rio Grande do Sul.